# 부산광역시건설안전시험사업소
부산광역시건설안전시험사업소(釜山廣域市建設安全試驗事業所)는 시설물의 안전점검·관리, 도로의 유지·수선 및 건설공사 품질관리를 위한 품질시험·검사대행업무의 효율적인 수행에 관한 사무를 분장하는 부산광역시청의 사업소이다. 소장은 지방기술서기관으로 보한다.

## 설치 근거 및 소관 사무

### 설치 근거
- 「부산광역시 행정기구 설치 조례」 제46조제1항[2]

### 소관 사무
- 부산광역시역내의 도로로서 부산광역시장이 그 노선을 인정하는 도로내의 「시설물의 안전관리에 관한 특별법」상 1·2종 도로시설물(교량·터널·지하차도·복개구조물) 및 폭 25미터 이상 교량의 안전점검 및 유지관리에 관한 사항[3]
- 건설공사의 품질시험 및 검사대행업무와 품질관리 지도·점검에 관한 사항
- 포장도로[4]의 유지·수선 등에 관한 사항
- 운행제한(과적)차량 단속에 관한 사항
- 기타 부산광역시장이 지시하는 각종 시설물의 안전점검 관리, 도로의 유지·보수 및 건설시험 등에 관한 사항

## 연혁
- 1969년 5월 5일: 부산시토목시험소 설치.[5]
- 1987년 11월 24일: 부산직할시건설시험소로 개편.[6]
- 1998년 9월 15일: 부산광역시건설안전시험사업소로 개편.[7]

## 조직

### 소장
- 관리팀[8]
- 과적단속팀[9]
- 도로안전제1팀[10]
- 도로안전제2팀[10]
- 도로안전제3팀[10]
- 도로보수팀[10]
- 전기팀[9]
- 장비팀[9]
- 품질시험실[10]